# Usnea elata
Usnea elata är en lavart som beskrevs av Motyka. Usnea elata ingår i släktet Usnea och familjen Parmeliaceae.   Inga underarter finns listade i Catalogue of Life.